# Leon Mestel
Leon Mestel (5 de agosto de 1927 – 15 de setembro de 2017) foi um astrônomo britânico.